# Шёлковый путь 2013
Шёлковый путь 2013 — международный ралли-рейд по территории России. Старт в Москве, финиш в Астрахани. Проходил в 7 этапов. Пятый рейд гонок «Шёлковый путь».

## Маршрут
4, 5 июля – административные и технические проверки (Лужники)
5 июля – торжественный старт на Красной Площади
6 июля – Москва-Тамбов
7 июля – Этап 1: Тамбов-Волгоград
8 июля – Этап 2: Волгоград – Волгоград
9 июля – Этап 3: Волгоград – Астрахань
10 июля – Этап 4: Астрахань – Элиста
11 июля – Этап 5: Элиста – Астрахань
12 июля – Этап 6: Астрахань-Астрахань

13 июля – Этап 7: Астрахань